# Eva Lallemant
Pour les articles homonymes, voir Lallement.
Eva Lallement, née Hava Seinberg le 8 janvier 1914 à Chișinău en Bessarabie et morte le 22 octobre 1991 aux Sables-d'Olonne, est une artiste peintre française qualifiée de naïf.

## Biographie
Eva Lalleman arrive en France avec ses parents qui s'installent à Paris en 1924. Ils ouvrent un commerce de textile. En 1936, Eva rencontre Pierre Lallement, ajusteur d'étude dans l'aviation. Le mariage est célébré dans l'année. En 1938, naissance d'un fille prénommée Monique. Pierre Lallement est tué dans les Ardennes au cours de la percée allemande sur le front de l'Ouest.
En 1948, Eva Lallement voyage en Vendée, afin d'y passer des vacances. Séduite par la lumière et la beauté de la forêt de cette région, elle s'installe à l'auberge Mireille Oasis en bordure de la forêt d'Olonne sur Mer.
En 1959, des clients ayant abandonné des tubes de peinture sur une table de l'auberge, Eva peint son premier tableau. La même année, rencontre avec le peintre naïf Jules Lefranc et René Mendès-France qui séjournent régulièrement aux Sables d'Olonne. Ils l'encouragent fortement à continuer de peindre.
En 1960, chez le potier Charpentreau de Nesmy (Vendée), elle découvre le modelage dans la terre glaise et réalise ses premiers sujets.
Eva Lallement expose pour la première fois ses œuvres en 1960, au Salon des Surindépendants du Musée d'Art moderne de la Ville de Paris. Cette année voit aussi le décès de sa fille Monique dans un accident.
Elle expose à nouveau au Salon des Surindépendants du Musée d'Art Moderne de la Ville de Paris en 1962, sept toiles et une sculpture.
Pierre Chaigneau, conservateur du Musée Sainte-Croix des Sables d'Olonne, l'invite à exposer une toile, "Les fiancés de la lune" en 1963.
En 1966, Eva Lallement expose une toile, "La femme au guéridon", au Salon Comparaison au Musée d'Art Moderne de la Ville de Paris.
Elle fait la connaissance de Claude Souviron, conservateur du Musée des Beaux-Arts de Nantes en 1971. Elle compose ses premiers poèmes en 1975, sur des thèmes qui complètent certaines œuvres peintes ou sculptées.
En 1976-1977, du 3 novembre au 15 janvier, exposition personnelle au  musée Sainte-Croix des Sables d'Olonne.
En 1984, exposition personnelle au Musée de Saint-Paul-de-Vence et à la Galerie Mossa, à Nice.
De 1985 à 1990, diverses expositions : Musée d'Art Moderne de Villeneuve-d'Ascq, Galerie Convergence de Nantes, Galerie Convergence de Paris.

## Décorations
Officier des Arts et des Lettres, 23 octobre 1986.

## Illustrations

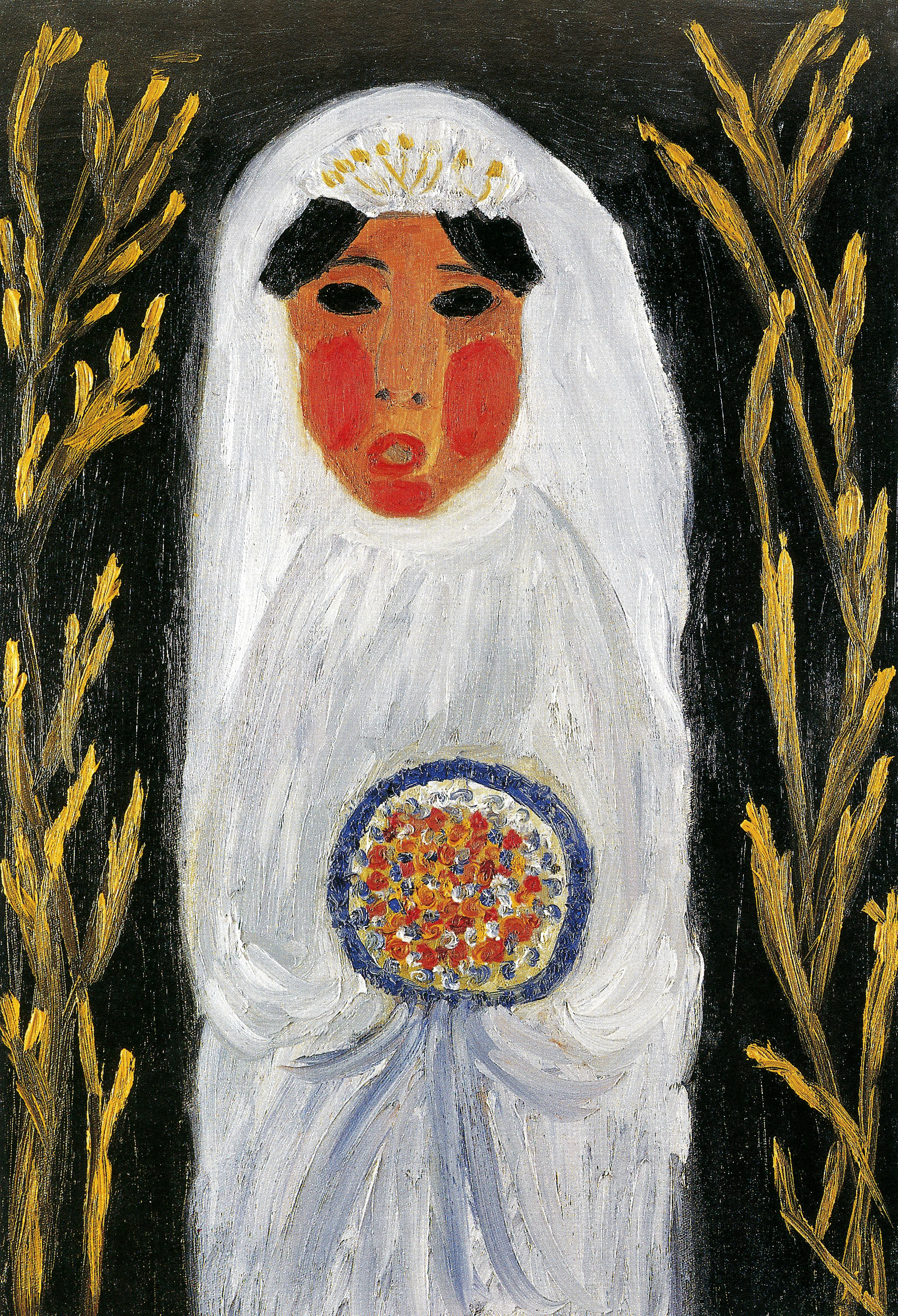
Eva Lallement, La Mariée, 1975, huile sur toile, 81 × 54 cm.
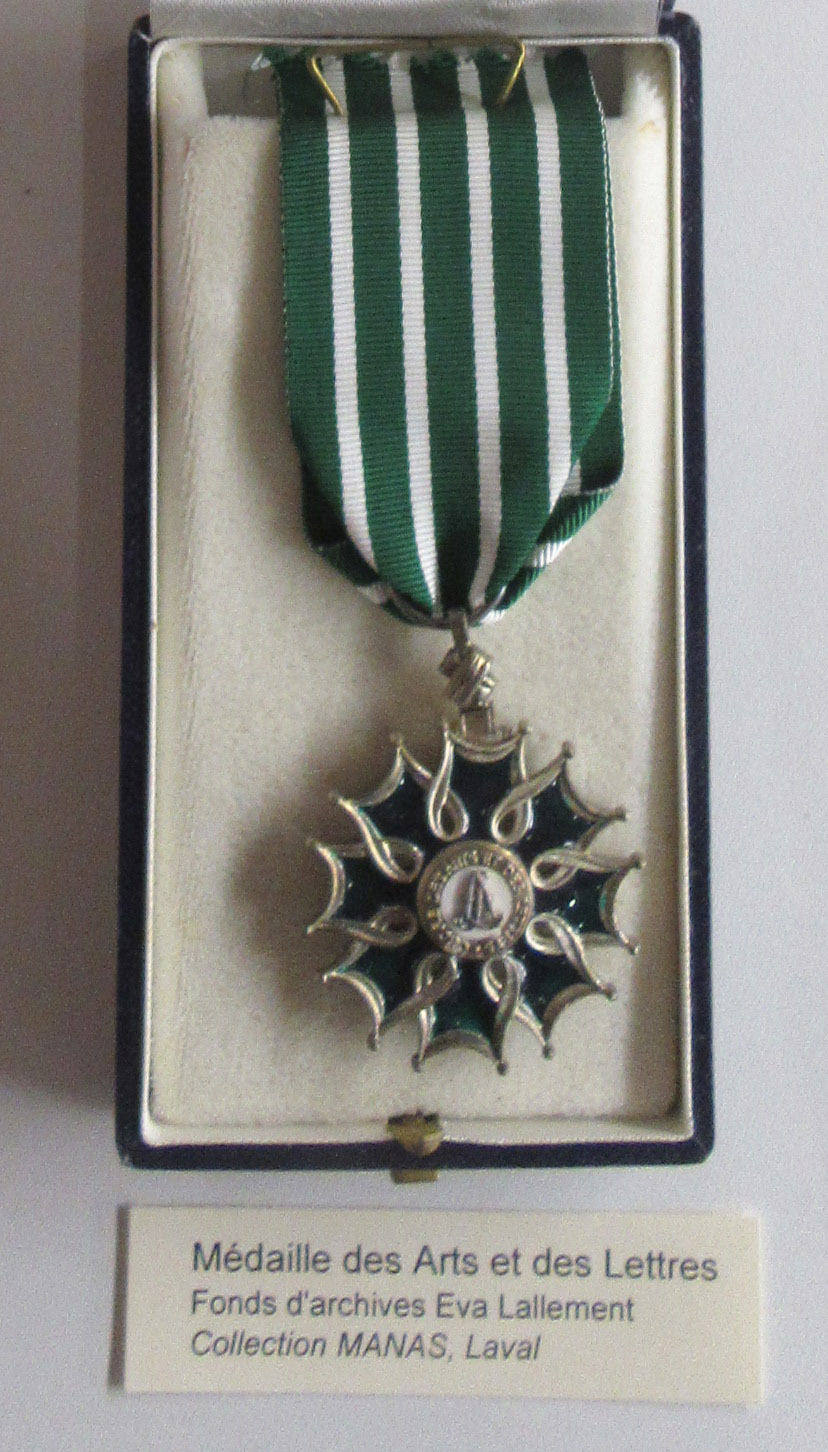
La médaille des Arts et des Lettres d'Eva Lallement.